# گوادووشچزنا
گوادووشچزنا (به لاتین: Gładowszczyzna) یک روستا در لهستان است که در گمینا کوژنگتسا واقع شده‌است.